# Бошков Віталій Михайлович
Віта́лій Миха́йлович Бо́шков (нар. 10 жовтня 1968, Червоноармійське) — поет.

## Біографія
Народився 10 жовтня 1968 р. в с. Червоноармійське (тепер — Кубей) Болградського району Одеської області в болгарсько-гагаузькій родині: мати — вчителька математики Марія Василівна, батько — інженер-механізатор Михайло Федорович. Успішно закінчив Кубейську школу, а також філологічний факультет Одеського Національного університету імені І. І. Мечникова та заочно аспірантуру на історичному факультеті за темою «Культурне відродження гагаузів України».
Володіє п'ятьма мовами: ґаґаузькою, болгарською, українською, російською та французькою, якими пише свої поетичні твори й займається художнім перекладом, займається ґаґаузьким фольклором, історією рідного народу, друкується на шпальтах періодичної преси: «Літературна Україна», «Дружба», «Ана сёзю»(«Рідне слово»), «Огни Бийска» тощо. Також, Автор і ведучий гагаузьких радіопрограм Одеської обласної телерадіокомпанії. Автор книжок «Вітер з Буджаку», «Освячена вода», «Біла шовковиця», «Небом подарований вогонь», «Танок букв. Сім'я місяців»(для дітей) «Моновірші. Двовірші. Бошку. Катрени». Упорядник і один з авторів поетичних збірників «Тюльпани», «Мій край— моя любов». Укладач кількох збірників гагаузького фольклору. Успішно перекладає як українських поетів: Т. Шевченка, С. Руданського, Лесю Українку, П.Тичину, В. Сосюру, В.Симоненка, так і відомих зарубіжних класиків: (Гарсіа Федеріко Лорка, Мігель де Унамуно, Жака Превера, Гійома Аполінера, Поля Елюара, Поля Верлена тощо).
Має низку різноманітних видань, серед яких є унікальні, наприклад, збірка лірики, видана у Вашинґтоні (США), яка вивела одеського поета на орбіту міжнародного рівня «Солнце и светила ОНА движет…» та «Жарти не з олійниці» — збірка перекладів — білінґва ґаґаузькою та українською мовами творів уславленого майстра українського гумору Степана Олійника, що вперше в історії явилася ґаґаузьким читачам у видавництві «Астропринт» у серії «Бібліотечка лауреатів премії імені Степана Олійника», 2021 року у видавництві «Астропринт» вийшла друком збірка " Осягнення Сковороди" упорядником якої є В. М. Бошков. До видання увійшли переклади гагаузькою "Саду божественних пісень " Григорія Сковороди та поеми Дмитра Шупти "Осягнення", а також власні вірші В.Бошкова українською мовою , присвячені генію Сковороди, 2023 року у Туреччині вийшла друком збірка гагаузомовних віршів "Membӓ suları"( "Ключова вода")
Член Національної Спілки письменників України з 1995 р., член Правління Одеського відділення НСПУ, лауреат Загальнонаціонального конкурсу «Українська мова — мова єднання».«Культурна столиця», їм. Григорія Сковороди Віталій Михайлович — генерал-Хорунжий Чорноморського Козацького війська Українського Козацтва, та є референтом Головного отамана з питань культури й літератури.
У своїй поетичній творчості поет оспівує рідний Бессарабський край, Болградщину й Кубей. Віталій Михайлович часто виступає в Гагаузькому, Болгарському та інших Центрах культури, в бібліотеках, особливо перед дітьми, та багато уваги надає громадській роботі: є членом журі низки конкурсів та фестивалів. Бере активну участь у ґаґаузьких, болгарських, українських фестивалях, що відбуваються на Одещині.